# Caesar Rodney
Caesar Rodney, född 7 oktober 1728 i Kent County i Kolonin Delaware, död 26 juni 1784 i Kent County i Delaware, var en amerikansk politiker. Han var Delawares president 1778–1781.
Rodney efterträdde 1778 George Read som Delawares president och efterträddes 1781 av John Dickinson.